# Bundera flavocapitata
Bundera flavocapitata är en insektsart som beskrevs av Kato 1933. Bundera flavocapitata ingår i släktet Bundera och familjen dvärgstritar. Inga underarter finns listade i Catalogue of Life.